# Shah Fuladi
Shah Fuladi är ett berg i Afghanistan. Det ligger på gränsen mellan provinserna Bamiyan och Wardak, i den centrala delen av landet. Uppgifter om Shah Fuladis höjd varierar beroende på källa, men ofta någonstans mellan 5 000 m ö.h. och 5 200 m ö.h.; bland annat ses 5 143 m ö.h. och 5 048 m ö.h. Det är den högsta toppen i den västliga del av Hindukush som kallas Kuh-e Baba och som dominerar geografin i centrala Afghanistan.
Närmaste större samhälle är Bamiyan, 19 kilometer norr om Shah Fuladi. 